# Tunet

Logo de Tunet.

Tunet, abréviation de Tunisia Network, est un fournisseur d'accès, d'hébergement et de services Internet tunisien.
Il s'agit d'une filiale de l'opérateur privé de télécommunications Ooredoo, avant son absorption le 8 septembre 2014.